# الشويق

تعديل مصدري - تعديل

الشويق إحدى حارات مدينة النادرة بمحافظة إب، بلغ تعداد سكانها 116 نسمة حسب تعداد اليمن لعام 2004.